# Durex

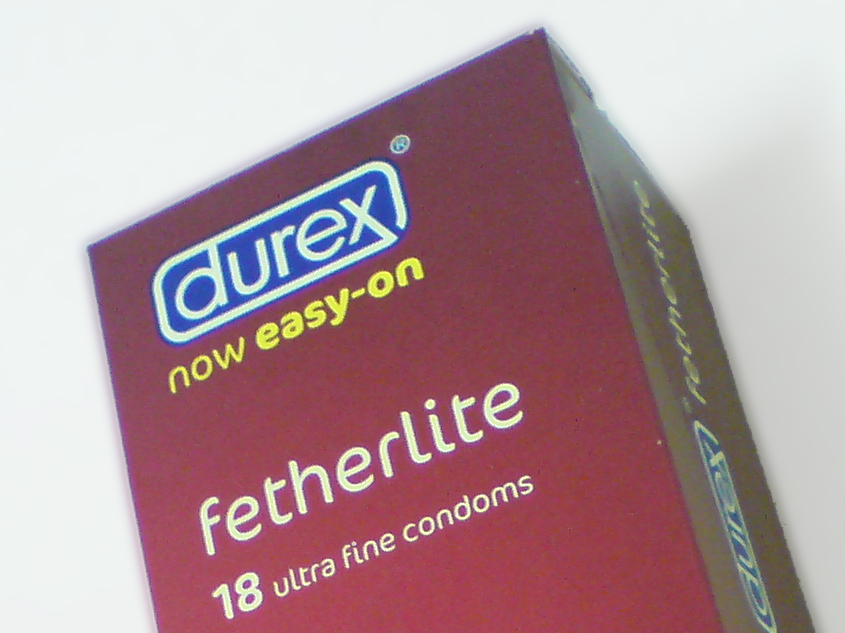
Презервативы марки Durex

Durex («Дю́рекс») — британская торговая марка контрацептивов и товаров для секса.
Изначально продукция была разработана в Лондоне под руководством London Rubber Company и British Latex Products Ltd., где и производилась с 1932 по 1994 год. London Rubber Company была образована в 1915 году, а торговая марка Durex (Durability, Reliability and Excellence — «прочность, надёжность и превосходство») была запущена в 1929 году, хотя London Rubber начала производство презервативов под собственной маркой только в 1932 году, в сотрудничестве со студентом-технологом из Польши по имени Люциан Лундау.
В 2007 году последний завод по производству презервативов Durex в Великобритании прекратил производство, и с тех пор оно переместилось в Китай, Индию и Таиланд.
С 2010 года торговая марка принадлежит британско-нидерландской компании Reckitt Benckiser и оценивается в 3,9 млрд долларов.

## Спонсорство
В 1976 году Durex стал спонсором британской команды «Сертис» в Формуле-1. Однако телекомпания ВВС отказалась транслировать гонки с участием этой команды, посчитав логотип Durex неподобающим для семейного просмотра несмотря на то, что за чемпионский титул боролся англичанин Джеймс Хант. Позже, ВВС все же показала нарезку с Гран-при Японии, где Хант завоевал титул чемпиона мира.